# Feu
Pour les réactions habituelles en cas d'incendie, voir Incendie.
Pour les articles homonymes, voir feu (homonymie).

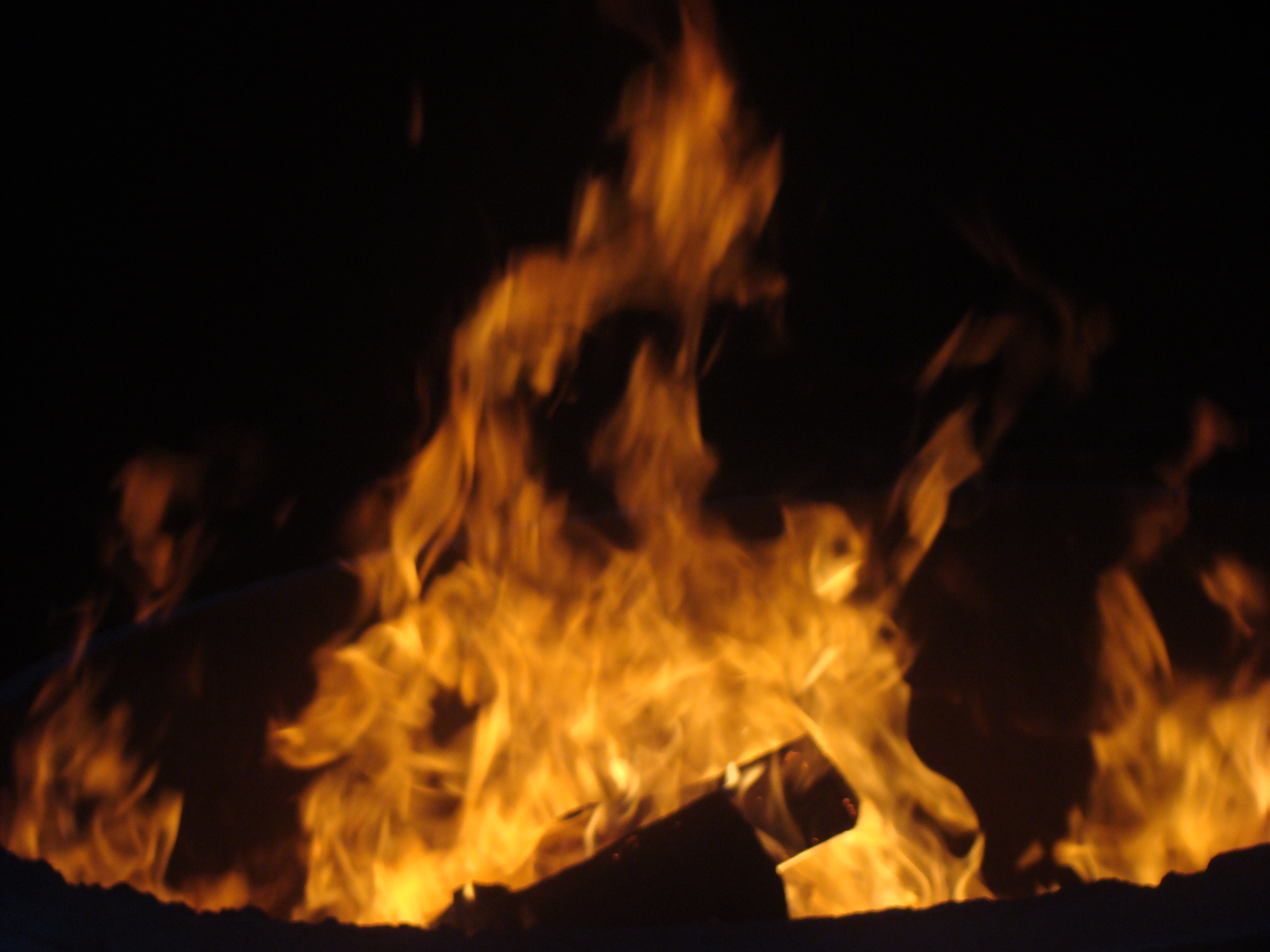
Feu de bois.

Le feu est la production d'une flamme et la dégradation visible d'un corps par une réaction chimique exothermique d'oxydo-réduction appelée combustion.
De manière générale, le terme « feu » désigne souvent un phénomène produisant de la lumière et de la chaleur, qu'il provienne d'une combustion ou non.
Le feu, dans un sens plus large, comprend la combustion des solides sans flamme comme lors de la combustion des braises.

## Chimie et physique du feu

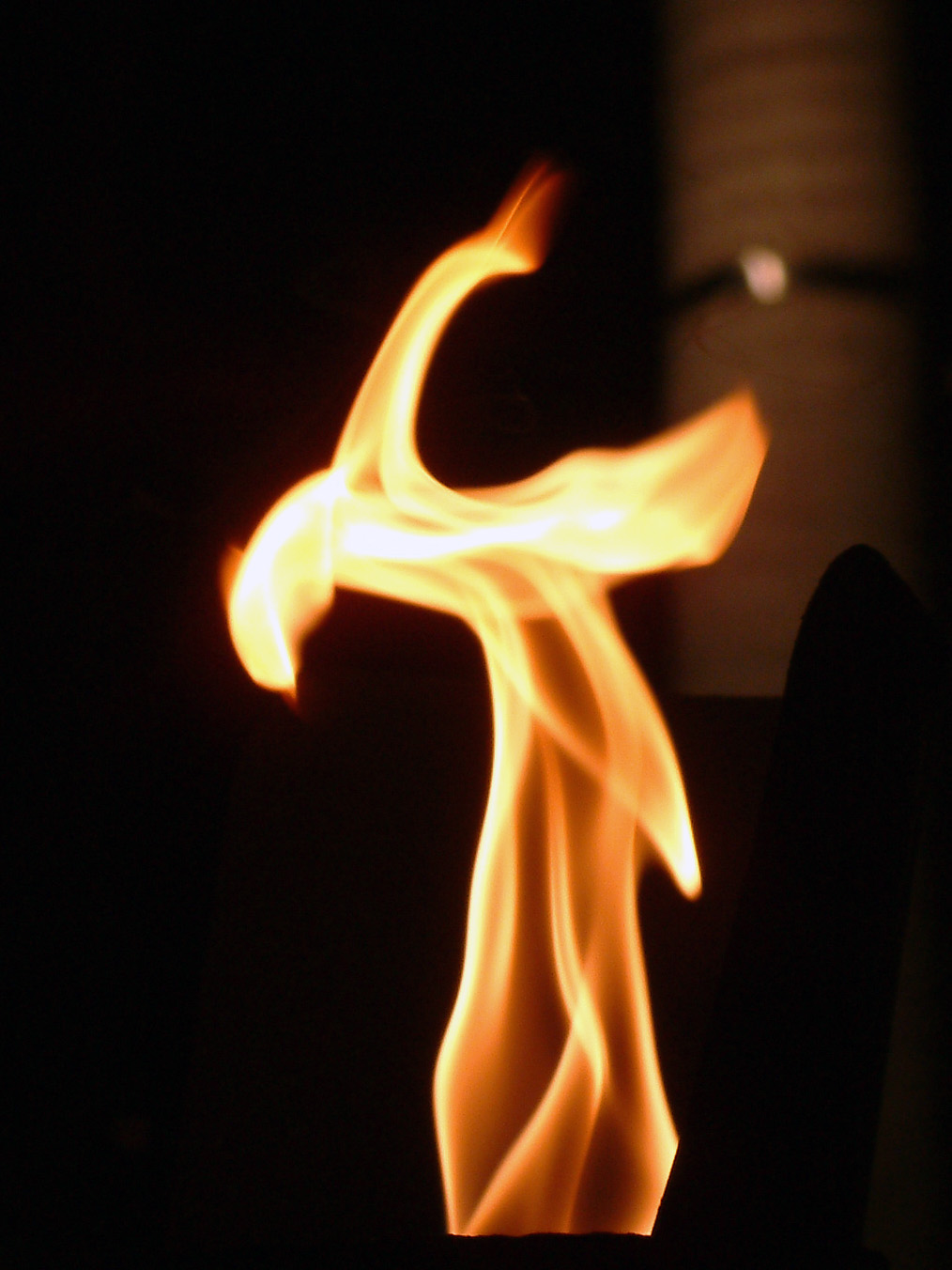
Flamme de torche.

La combustion est une réaction chimique faisant intervenir du feu et du gaz et dégageant de l'énergie thermique (exothermique) et de l'énergie lumineuse. C'est aussi la dégradation visible d'une matière. Cette dégradation n'est réellement visible que pour les matières combustibles solides. Pour le gaz, seul l'abaissement de la pression dans le contenant peut être observé, et pour les liquides, l'abaissement du niveau de celui-ci s'il est visible.
La combustion requiert trois facteurs : deux composés chimiques (un combustible et un comburant) et une source d'énergie (énergie d'activation), ce que l'on appelle le triangle du feu. Pour les puristes, il importe de rajouter le quatrième facteur, à savoir la présence de radicaux libres, qui seul permet la continuité de développement de la combustion et aboutit à une considération de tétraèdre du feu. Sommairement, le feu est déclenché par une flamme et/ou une étincelle, eux-mêmes déclenchés par une réaction chimique entre deux ou plusieurs corps. Sous l'effet de cette énergie d'activation (notamment de la chaleur), le combustible se décompose, par pyrolyse dans le cas des matériaux combustibles solides, par vaporisation pour les liquides et par inflammation directe pour les gaz, selon les proportions leur étant propres. Certaines matières plastiques se pyrolysent, d'autres fondent et se vaporisent.
Le produit de cette décomposition ou les gaz diffusés réagissent avec le comburant (en général le dioxygène de l'air). Le processus décrit peut être résumé par le schéma suivant : combustible + chaleur + comburant ⇒ feu.

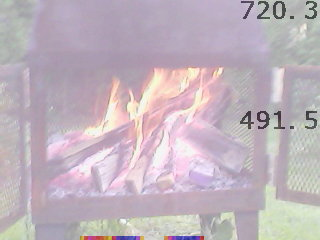
Feu de foyer.

Le feu peut avoir plusieurs couleurs selon la chaleur qu'il dégage. Les couleurs du feu varient selon sa température : bleu (~2 000 °C), jaune et rouge (~1 000 °C). Un feu de foyer, sans aucun vent qui alimente le feu en oxygène, a une température moyenne de 700 à 800 °C comme le montre l'image ci-contre prise par une caméra thermique (le chiffre du haut est la température du centre de l'image et le chiffre du milieu la température moyenne de l'image). La lumière provient de deux sources :
- dans la région bleu-vert par la désexcitation de composés formés au cours de réactions chimiques ;
- dans la région jaune-orange par l'émission thermique (rayonnement du corps noir) des suies formées dans les régions pauvres en oxygène.

## Domestication du feu
La domestication du feu par les humains a marqué un tournant dans la Préhistoire, en permettant la cuisson régulière des aliments. Elle est attestée à partir d’environ −400 000 ans dans plusieurs parties du monde, notamment sur les sites de Menez Dregan à Plouhinec en Bretagne, de Terra Amata près de Nice, de Bilzingsleben en Allemagne, de Vértesszőlős en Hongrie, de Qesem en Israël, ou de Zhoukoudian en Chine.
Des traces de feu ont été découvertes dans la couche 21 de la grotte de Petralona en  Grèce. Elles seraient sensiblement plus anciennes que le fossile de l'Homme de Petralona, un Homo heidelbergensis daté d'environ 700 000 ans.
Une équipe israélienne fait remonter les plus anciennes traces de domestication du feu à 790 000 ans, sur le site du Pont des filles de Jacob (Gesher Benot Ya'aqov), au bord du Jourdain,.
Une équipe américaine ferait remonter ces traces à un million d'années en Afrique du Sud (ossements calcinés et cendres de végétaux dans la grotte de Wonderwerk) mais l'étude ne permet pas de savoir si les humains de cette époque allumaient eux-mêmes un feu ou savaient le conserver à partir d'incendies naturels (foudre, volcanisme).
La domestication du feu a avant tout permis de cuire la nourriture, puis de conserver et stocker la viande fumée, faisant ainsi reculer les parasitoses, favorisant la digestion des aliments et augmentant ainsi leur rendement métabolique, ce qui a ouvert la voie à l'augmentation du volume cérébral.
En 2009, des chercheurs des universités du Cap, de Liverpool, de Wollongong et de Bordeaux ont montré que le feu était utilisé pour fabriquer des outils de pierre il y a 72 000 ans en Afrique australe, dans le cadre de la culture lithique Stillbay. Jusqu'alors, les plus anciennes traces remontaient à 25 000 ans en Europe. Le feu permettait en effet d'améliorer la fabrication des outils en permettant notamment de durcir la pointe des épieux, mais surtout de traiter thermiquement les pierres avant la fabrication des outils pour en relâcher les contraintes internes.
L'anthropologue Polly Wiessner a évalué l'activité nocturne et diurne des Khoïsan du Kalahari et estimé que la majorité des conversations le jour portent sur des questions économiques (stratégies de chasse et de cueillette, fabrication d'outils), des critiques, des plaisanteries et des commérages (6 % du temps étant seulement consacré à raconter des histoires) alors que la nuit autour du feu, plus de 80 % des conversations sont des contes, souvent au sujet de personnes distantes ou du monde des esprits. Selon Wiessner, la domestication du feu par les chasseurs-cueilleurs a permis l'allongement du temps de veille, la vie nocturne centrée sur la réunion autour du foyer favorisant les interactions sociales et l'émergence des cultures préhumaines par le chant, la danse ou le fait de raconter des histoires et légendes.
La maîtrise du feu a ainsi inspiré de nombreux mythes, dont celui de Prométhée. À l'époque contemporaine, plusieurs œuvres de fiction ont dépeint l'importance du feu pour les groupes préhistoriques, notamment le roman La Guerre du feu de J.-H. Rosny aîné, adapté au cinéma par Jean-Jacques Annaud.

## Utilisations du feu

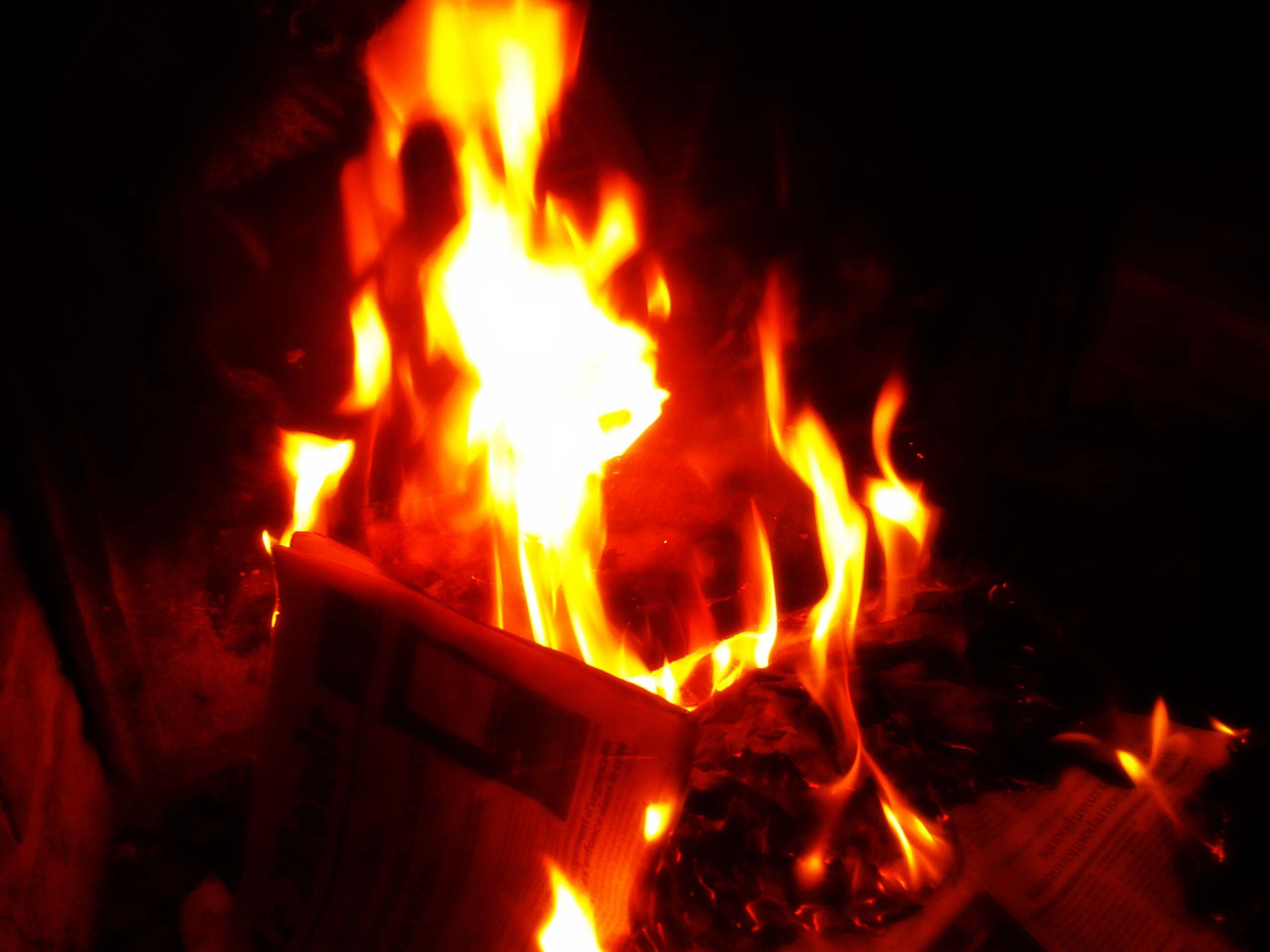
Feu de cheminée.

Le feu est un phénomène naturel ; dans la nature, il peut résulter de la foudre ou de la fermentation (production de gaz inflammables et de chaleur). Sa domestication par les humains — capacité à le conserver (l'entretien du foyer étant dévolu à la femme dans certaines sociétés traditionnelles), puis à le recréer à volonté — a permis de nombreux progrès :
- cuisson de la nourriture, ce qui permet de tuer des germes et de consommer des aliments immangeables autrement ;
- chauffage durant les périodes froides (hiver), éclairage la nuit ;
- durcissement des outils en bois, ce qui améliore leur efficacité ;
- métallurgie, et de manière générale des transformations chimiques et physiques ayant lieu à haute température ;
- puissance motrice : machine à vapeur, puis moteur à combustion interne et externe.

## Symbolique du feu
Dans la philosophie chinoise, il fait partie des cinq éléments avec le métal, l'eau, le bois et la terre.
Chez les alchimistes occidentaux, il fait partie des quatre éléments inertes de base composant chaque matière avec l'eau, l'air et la terre selon l'enseignement bien antérieur d'Aristote (le feu est un élément central de plusieurs doctrines fondées sur les quatre éléments).
Le feu est naturellement associé au Soleil, qui est également une source de chaleur et de lumière (on sait maintenant qu'il ne s'agit pas d'une combustion mais d'une fusion nucléaire). Il est également souvent associé aux volcans, comme le feu de la forge d'Héphaistos/Vulcain.

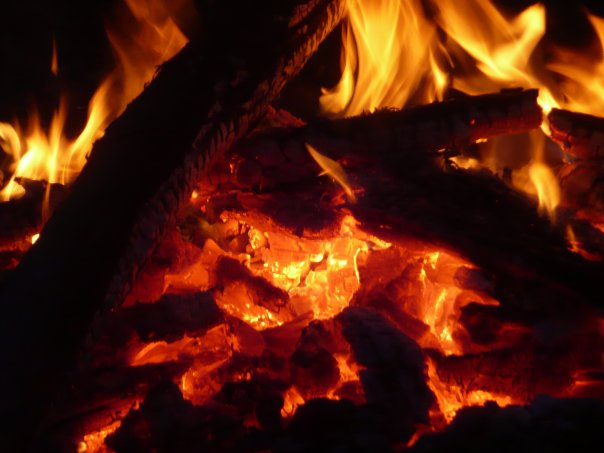
Un feu et ses braises.

Cette ambivalence se retrouve dans les aspects moraux et juridiques du feu ; tantôt il a pu être considéré comme l'instrument d'une justice transcendante (le bûcher fut une condamnation pénale courante au Moyen Âge, et existe même très localement à l'époque contemporaine ; alors que l'immolation est considérée par certains comme un acte de sacrifice suprême face à la justice des hommes, y compris dans des sociétés modernes, comme en Tchécoslovaquie en 1969) ; tantôt son usage est rigoureusement contrôlé, et parfois gravement sanctionné (l'incendie était un des plus grands crimes à Athènes).
Le feu est aussi un symbole de purification, d'où l'utilisation du bûcher pour certaines condamnations (cf. supra). Ce symbole provient sans doute de certaines pratiques agraires qui consistent à brûler la terre pour la rendre plus fertile (brûlis), mais il est certain que cette symbolique tient son origine de plusieurs sources. Pourtant, le feu comme symbole de purification était pratique courante pour les chrétiens du Moyen Âge ; avec le temps ces pratiques (ordalies, bûcher, etc.) se sont perdues ou ont tout simplement été interdites.
Le feu a aussi un symbolisme érotique. Dans l’Énéide, la passion que Didon avait pour Énée la consumait de l'intérieur. Cette symbolique érotique prend son sens dans les métaphores et les images qui font coïncider le feu et l'acte sexuel, la passion, l'affectivité, les sentiments, etc. Dans la mythologie gréco-romaine, Cupidon était représenté par un arc et une torche. De plus, la science soutient cette symbolique, car la motivation psychophysiologique naît des variations thermiques et se termine par l'acte sexuel.
Le terme feu (du latin focus, le foyer) désigne au Moyen Âge le foyer, d'abord au sens strict (endroit où brûle le feu) puis figuré : le logement familial (cf. l'expression « sans feu ni lieu »), puis la famille elle-même. Très rapidement, il est utilisé comme unité de base pour l'assiette, le calcul et la perception de l'impôt, on parle alors de feu fiscal.

## Culte du feu et rites impliquant du feu

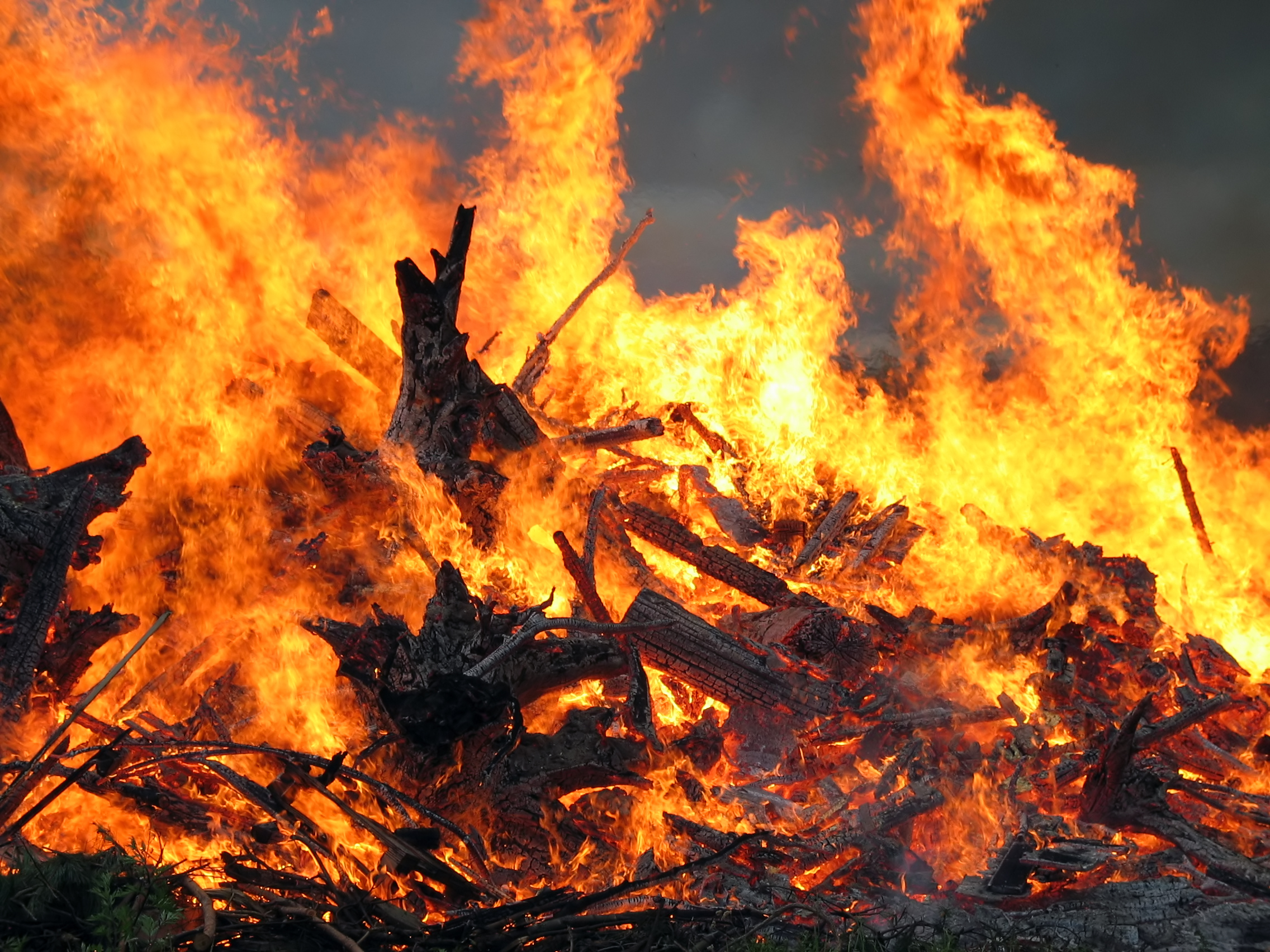
Célébration du solstice d'été, Mäntsälä, Finlande.

Le feu est divinisé dans de nombreuses cultures et a été l'objet de l'adoration d'un grand nombre de peuples et de tribus[réf. nécessaire]. Il est également utilisé dans des rites monothéistes.

### Perse
Dans l'Iran ancien, les zoroastriens regardaient le culte du feu comme la partie fondamentale de leur religion et les cérémonies de ce culte sont retracées avec détail dans l'Avesta. Au XIXe siècle, les Guèbres, qui habitaient surtout dans le Kerman et le Gujarat, avaient conservé toutes les cérémonies des anciens Perses à l'égard du feu.

### Grèce et Rome
Dans la mythologie grecque, il a été volé aux dieux et apporté aux Humains par Prométhée.
Le feu inextinguible des Grecs, qui brulait sans cesse à Athènes et à Delphes, le culte de Vulcain, le feu qu'entretenaient à Rome les prêtresses de Vesta, constituaient les cultes les plus anciens de la religion antique gréco-romaine.

### Judaïsme
Les Juifs allument une hanoukkia (chandelier à neuf branches) lors de la fête de Hanoucca pour commémorer le miracle de la fiole d'huile se remplissant par miracle chaque jour.
Chaque vendredi soir lors de la tombée de la nuit, il est également de coutume d'allumer le handil ou des bougies pour honorer l'entrée du Shabbat ou de toute grande fête religieuse.
De même, dans certaines familles, on allume également le handil ou les bougies le lundi et le jeudi, jours où l'on sort la Thora, ou à la date d'anniversaire de la mort de certaines personnes (membre de la famille, souvent de grands rabbins).

### Christianisme
L'usage de cierges est généralisé dans les églises catholiques et orthodoxes afin de marquer des temps liturgiques, ou en offrande à des saints. La flamme symbolise aussi l'Esprit Saint. (Les langues de feu associées à la Pentecôte. Les Actes des Apôtres (2, 1-13)).
Un certain nombre de pratiques païennes utilisant le feu ont été récupérées dans le christianisme populaire (les feux de la Saint-Jean, les chandelles de Sainte-Lucie en Suède, etc.).

### Islam

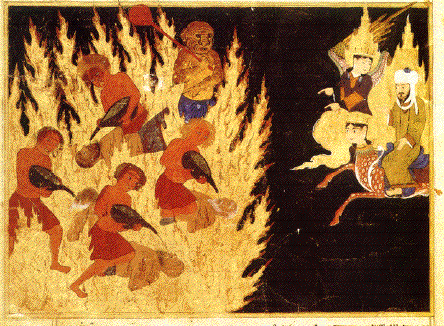
Vision par Mahomet des damnés et des démons, manuscrit perse, XVe siècle, Bibliothèque Nationale de France.

Dans le Coran, il existe deux sortes de feux : le feu cosmique relevant de l'Enfer tant dans l'au-delà que sur terre et le feu domestique, de cuisine. Celui-ci, qu'on obtient par frottement et qu'Allah a placé « dans les arbres verts » n'est mentionné qu'à deux reprises dans le texte tandis que l'autre est cité à de multiples reprises sous six dénominations différentes — « feu » ou « flamme » — qui comptent parmi les sept noms qui servent à désigner l'Enfer ou à y faire référence :  ainsi le terme nâr apparait à plus de cent-quarante reprises, parfois associé à jahannam pour désigner le « feu de la géhenne » ; le « feu intense », jaẖîm, compte vingt-six occurrences et le terme sa'îr, qui signifie à la fois feu et flamme, une quinzaine ; saqar désignant « un feu qui fait fondre corps et esprits » apparait à trois reprises et est considéré comme un nom propre, ainsi que laẕâ qu'on trouve une seule fois et signifie également « flamme ». Le feu est également associé par le Coran au septième nom de l'enfer, ẖutama, qu'il définit comme « le feu allumé de Dieu ».
L'Enfer décrit par le Coran est comme une fournaise totalement tapissée, investie d'un feu auquel rien ne résiste et cerne les damnés dont la chair constitue, avec les pierres, son combustible préféré pour alimenter la géhenne. Le feu, qui émet des braiments d'âne et jette d'énormes flammes, brûle la peau des damnés qui, consumée, se renouvelle, pénètre leur corps, leurs viscères et arrache leurs membres. Outre ces brûlures atroces, les damnés souffrent éternellement de châtiments sensibles liés au feu et la chaleur : vents brûlants, eau bouillante, obscurité fuligineuse, etc.
Outre son étroite association avec l'Enfer, le feu sert souvent à donner la mort et apparaît comme un élément destructeur qui figure tout au long du texte coranique. C'est également à partir du feu que sont créés les djinns, des créatures fabriquées à partir de la « lumière d'une flamme subtile, d'un feu sans fumée » ainsi que le diable coranique, Iblis.

### Asie (Hindouisme, Bouddhisme…)
Les Hindous et les Bouddhistes font brûler diverses offrandes dans le cadre de leur culte. Ils pratiquent aussi la crémation des défunts. Les Hindous ont un rapport religieux et culturel avec le feu beaucoup plus important que chez les Bouddhistes. En effet, le feu est personnifié en la divinité d'Agni. Il est symbole de justice et de victoire. De nombreuses fêtes hindoues font appel au feu, tel que Diwali et Karthigai Deepam, mais également dans les cérémonies religieuses.

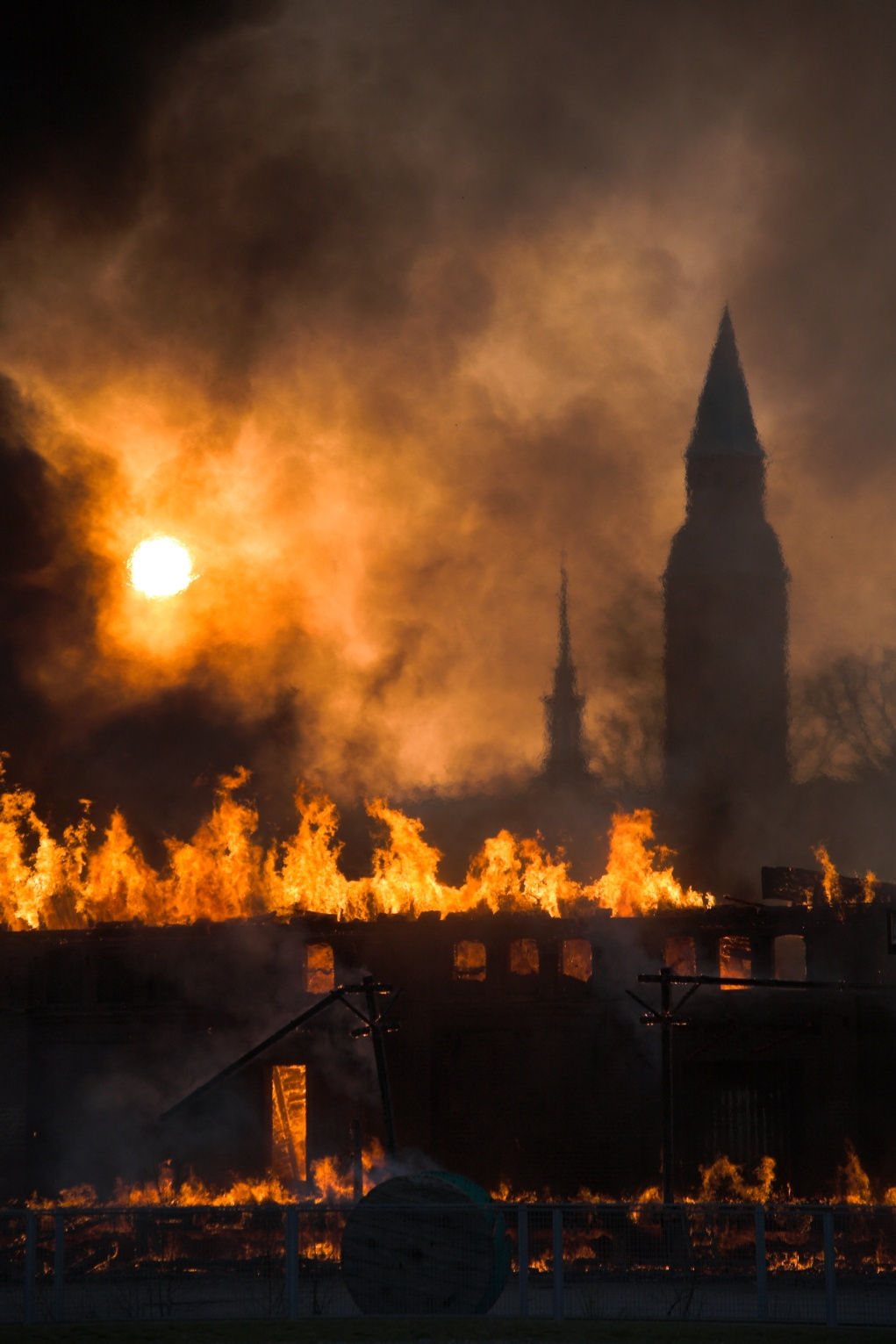
Incendie des entrepôts de VR à Helsinki, Finlande, le 5 mai 2006.

### Afrique noire
Le feu est l'un des 5 elements de la nature selon la tradition ancestrale dont l'eau, l'air, la terre et la connaissance. Après que le feu est utilisé dans la cuisson des aliments ; il est également utilisé dans la religion. Au Togo plus précisément chez les Bassar existe une danse traditionnelle nommée la danse du feu. 

## Risques du feu
Le feu produit de la chaleur et de la fumée, prélève du dioxygène, et a tendance à se répandre sans contrôle en incendie.
Pour les humains, le risque est triple :
- risque de brûlure, par la chaleur : brûlure de la peau au contact de la flamme ou d'un objet chaud, mais aussi brûlure des voies aériennes par inhalation de gaz et fumées chauds ;
- asphyxie : le feu prélève le dioxygène de l'air et empêche donc la respiration ; il produit des gaz chauds qui chassent l'air (notamment du dioxyde de carbone CO2), ce qui accentue ce phénomène ;
- empoisonnement : le feu peut produire des gaz toxiques ; le plus courant est le monoxyde de carbone (CO), en particulier en cas de manque d'oxygène (la combustion n'est pas complète).

Le feu provoque également la destruction d'objets ou de végétaux, et peut donc mettre en péril le bien-être d'une population, sa capacité à se nourrir, se loger, le fonctionnement de son économie. Il peut présenter un risque pour la biodiversité, en détruisant des espèces animales et végétales.